# James Franklin
James Franklin (Sydney, 1953) is een Australisch filosoof, wiskundige en wetenschapshistoricus, bekend van verschillende artikelen rond formele wetenschap.

## Leven en werk
Franklin werd opgeleid aan het St. Joseph's College, Hunters Hill in New South Wales. Hij studeerde aan de Universiteit van Sydney van 1971 tot 1974, waar hij het St John's College bezocht en beïnvloed werd door filosofen David Stove en David Armstrong. In 1981 promoveerde hij aan de Universiteit van Warwick op werk over algebraïsche groepen. Sinds 1981 doceert hij in de School of Mathematics and Statistics aan de University of New South Wales.
Zijn onderzoeksgebieden omvatten de filosofie van de wiskunde en de formele wetenschappen, de geschiedenis van de kansrekening, de Australische katholieke geschiedenis, de parallel tussen ethiek en wiskunde (werk waarvoor hij de Eureka-prijs voor onderzoek in ethiek van 2005 ontving), terughoudendheid, de kwantificering van rechten in de toegepaste ethiek en de analyse van extreme risico's. Franklin beheert het literaire werk van David Stove.
Zijn boek uit 2001, The Science of Conjecture: Evidence and Probability Before Pascal, behandelde de ontwikkeling van het denken over bewijsvoering over vele eeuwen tot 1650. Het centrale thema was het oude en middeleeuwse werk aan het bewijsrecht, dat concepten zoals half bewijs (semiplena probatio), vergelijkbaar met modern bewijs "buiten redelijke twijfel", evenals analyses van aleatorische contracten zoals verzekeringen en gokken.
In zijn polemische geschiedenis van de Australische filosofie, Corrupting the Youth uit 2003, prees hij de Australische realistische traditie in de filosofie en viel postmodernistische en relativistische trends aan.
In de filosofie van de wiskunde verdedigt hij een Aristotelische realistentheorie, volgens welke wiskunde gaat over bepaalde reële kenmerken van de wereld, namelijk de kwantitatieve en structurele kenmerken (zoals verhoudingen en symmetrie). De theorie staat haaks op zowel het Platonisme als het nominalisme en benadrukt toegepaste wiskunde en wiskundige modellering als de meest filosofisch centrale onderdelen van de wiskunde. Hij is de oprichter van de Sydney School in de filosofie van de wiskunde
In 2008 richtte Franklin de Australische database met inheems geweld op. Hij is de redacteur van het Journal of the Australian Catholic Historical Society.

## Publicaties
James Franklin schreef enige boeken en meerdere artikelen. De boeken:
- 1996, Proof in Mathematics: An Introduction ISBN 978-1-8761-9200-6,
- 2001, The Science of Conjecture: Evidence and Probability Before Pascal ISBN 978-0-8018-7109-2;
- 2003, Corrupting the Youth: A History of Philosophy in Australia ISBN 978-1-8764-9208-3;
- 2006, Catholic Values and Australian Realities ISBN 978-0-9758-0154-3;
- 2007, Life to the Full: Rights and Social Justice in Australia (edited) ISBN 978-1-921421-00-6

Artikelen, een selectie:
- 1994, The formal sciences discover the philosophers’stone, in: Studies in History and Philosophy of Science, Volume 25, No. 4, pag. 513–533, Elsevier Science Ltd.
- 2000, Thomas Kuhn's irrationalism, in: The New Criterion, Volume 18, No. 10, Juni 2000.
- 2000, Diagrammatic reasoning and modelling in the imagination: the secret weapons of the Scientific Revolution, in: 1543 and All That: Image and Word, Change and Continuity in the Proto-Scientific Revolution, ed. G. Freeland & A. Corones, Dordrecht: Kluwer, pag. 53-115.
- 2003, The representation of context: ideas from artificial intelligence in: Law, Probability and Risk 2, pag. 191-199.
- 2006, Chapter on `Artifice and the natural world: Mathematics, logic, technology', in: Cambridge History of Eighteenth Century Philosophy, ed. K. Haakonssen, Cambridge, 2006, pag. 817-853.